# 方芳
方芳（1954年5月1日—），本名周正芳，台灣女藝人，籍貫安徽全椒，出生於桃園縣中壢鎮眷村，中國文化學院（今 中國文化大學）畢業。能演能唱，擅長模仿，曾參與電視劇、電影、舞台劇、相聲劇及綜藝節目短劇演出，也主持過綜藝節目及錄影秀，有「台湾综藝一姐」、「女丑之王」之稱，曾獲得金鐘獎最佳女演員及最佳主持人獎。

## 生平
父母均為安徽全椒縣人。方芳生於台灣中壢篤行六村，十六歲時參加聯邦影業的演員招考，試鏡時楊世慶導演曾說：「你不是很漂亮，但還蠻耐看的。」最終方芳從上千名報名者中脫穎而出成為兩名錄取者之一，開始接受演員訓練。然而還未開始拍戲，方芳就無意中發現其親生父母威脅養父母給錢，若不照做就去方芳所在的電影公司潑硫酸，因此方芳很快就匆忙結婚離開了演藝圈。
1974年，華視拍攝八點檔連續劇《包青天》時，其中一名女性角色有武打場面，原演出者因懷孕無法演出；恰巧方芳前去探望朋友，參加試鏡後入選，重返演藝圈。
方芳早期演出的電視劇有《守著陽光守著你》、《雲的故鄉》、《追妻三人行》、《京城四少》等，而方芳也因為《雲的故鄉》獲得第21屆金鐘獎電視金鐘獎女演員獎。
方芳除了演出電視劇、電影外，也在西餐廳主持餐廳秀達15年之久，曾和當時秀場的名人張菲、倪敏然同台
。表演工作坊導演賴聲川如此形容方芳：「方芳一個人就可以掌控一千多人吃飯的場面，那種場子用蠻力是没辦法征服的。方芳有節奏，知道什麼時候空下来、停頓、沉默。」
1980年代後期，王偉忠在華視綜藝節目《連環泡》規劃一個短劇單元《中國小姐》，其中由方芳一人分飾「有為青年」、「方哥」、「老方」等多個角色反映許多有關時事的看法。方芳也陸續和澎恰恰、許效舜、邰智源等人搭擋主持《連環泡》，並因此和澎恰恰獲得第24屆金鐘獎電視金鐘獎綜藝節目主持人獎。
2005年表演工作坊推出由三個女人演出的相聲舞台劇《這一夜，Women說相聲》，張小燕認為該劇若要成功就一定要請方芳復出，而方芳的兒子是表演工作坊的忠實觀眾。方芳在兒子的遊說下，和蕭艾、鄧程惠一同演出《這一夜，Women說相聲》；後來方芳也和阿雅、杨婷合作在中國大陸演出《這一夜，Women說相聲》。
2021年12月24日，她透过TikTok宣布自己已在中國大陸居住多年，並且取得了中國公民身分證，尽管她在21日就PO影片證實申請的是台灣居民身分證。但还是被网民揭露，她取得的是中华人民共和国政府签发的台灣居民居住證，并非中國居民身份证。前者可不需放棄中華民國國籍，仍可依法享用台灣健保。2022年1月，方芳接受中國中央廣播電視總台《看台海》專訪時表示支持兩岸統一。

## 主持作品

### 電視節目
| 頻道             | 節目               | 備註                                 |
| 台視             | 《王牌登場》       | 與巴戈主持                           |
| 台視             | 《綜藝狂想曲》     | 與夏玲玲、鄧安寧搭檔主持             |
| 台視             | 《今夜笑翻天》     |                                      |
| 華視             | 《連環泡》         | 先後與澎恰恰、許效舜、邰智源搭擋主持 |
| 華視             | 《周末連環泡》     |                                      |
| 華視             | 《周末雙響泡》     | 與曾志偉主持                         |
| 華視             | 《絕代雙椒》       | 兼任製作人，與蕭艾主持               |
| 力霸友聯U2綜合台 | 《U2 You吐》       | 搭檔男主持人待查                     |
| 三立影視錄影秀   | 《第四頻道合家歡》 | 與陽帆、賀一航主持                   |
| 东方卫视         | 《喝彩中华》第2季  | 与王珮瑜、霍尊搭档主持               |

## 演出作品

### 電視剧
| 年代   | 頻道                         | 劇名                               | 飾演                   |
| 1974年 | 華視                         | 《包青天》                         | 丁月華                 |
| 1977年 | 華視                         | 《雙鳳緣》                         |                        |
| 1980年 | 華視                         | 《江南遊》－鐵膽                   | 梅婆婆                 |
| 1980年 | 華視                         | 《江南遊》－鳳凰客棧               | 玉琴                   |
| 1981年 | 華視                         | 華視劇展《昨夜星辰》               | 孟海薇                 |
| 1982年 | 華視                         | 《守著陽光守著你》                 | 邵芳華                 |
| 1985年 | 華視                         | 《雲的故鄉》                       | 宋愛雲（主演）         |
| 1989年 | 華視                         | 《追妻三人行》                     | 林阿妹                 |
| 1990年 | 中視                         | 《我愛芳鄰》                       | 郝運                   |
| 1991年 | 華視                         | 《京城四少》                       | 九姨娘                 |
| 1992年 | 中視                         | 《媽媽帶我嫁》                     | 郝鄭好                 |
| 1994年 | 華視                         | 《歡喜樓》                         | 李來好                 |
| 1996年 | 台視                         | 《楊麗花歌仔戲－四季紅之亂世情深》 | 阿土                   |
| 1997年 | 中視                         | 《台獨份子》                       | 素蘭姑姑               |
| 2000年 | 华视                         | 《吉祥如意年年来》                 | 富贵                   |
| 2002年 | 台視                         | 《好運今年輪到我》                 | 李笑                   |
| 2007年 | 中視、東森戲劇台             | 《轉角遇到爱》                     | 牡丹婆                 |
| 2009年 | 華視、八大綜合台             | 《海派甜心》                       | 薛波                   |
| 2010年 | 台視                         | 《飯糰之家》                       | 關奶奶                 |
| 2011年 | 東方衛視                     | 《我的燦爛人生》                   | 潘淑慧                 |
| 2012年 | 公視                         | 《公視人生劇展－當我們同在一起》   | 王奶奶                 |
| 2013年 | 華視                         | 《金牌老爸》                       | 金奶奶                 |
| 2014年 | 安徽卫视、江苏卫视、东方卫视 | 《生活啟示錄》                     | 高紅                   |
| 2015年 | 東方衛視                     | 《大好时光》                       | 龐阿姨                 |
| 2016年 | 湖北衛視                     | 《因為·愛》                        | 宛如                   |
| 2019年 | 愛奇藝                       | 《世界欠我一個初戀》               | 沈清、夏柯奶奶（客串） |
| 2023年 | 東方衛視                     | 《我要逆风去》                     | 宋佳丽                 |
| 2024年 | 騰訊視頻                     | 《春色寄情人》                     | 谷蓓蓓（陈奶奶）       |
| 待播   |                              | 《迷墙》                           |                        |

### 電影
| 年代   | 片名                              | 飾演       |
| 1970年 | 《武林龍虎鬥》                    |            |
| 1970年 | 《三娘教子》                      |            |
| 1970年 | 《十萬金山》                      |            |
| 1977年 | 《十三女尼》                      |            |
| 1978年 | 《身形拳法與步法》                |            |
| 1978年 | 《飛渡捲雲山》                    |            |
| 1978年 | 《蛇鶴丹心震九州》                |            |
| 1978年 | 《獨霸天下》                      |            |
| 1979年 | 《雁兒在林梢》                    | 江淮的大姐 |
| 1979年 | 《彩霞滿天》                      |            |
| 1980年 | 《十八玉羅漢》                    |            |
| 1980年 | 《佛掌皇帝》                      |            |
| 1980年 | 《一根火柴》                      |            |
| 1980年 | 《源》                            |            |
| 1980年 | 《金盞花》                        | 虞家大小姐 |
| 1980年 | 《東追西趕跑跳碰》                |            |
| 1980年 | 《熱血》                          |            |
| 1981年 | 《窗口的月亮不准看》              | 余康的姐姐 |
| 1981年 | 《風兒踢踏踩》                    | 老師       |
| 1982年 | 《大情聖》                        |            |
| 1982年 | 《女子感化院》                    |            |
| 1982年 | 《九月鷹飛》                      |            |
| 1985年 | 《打鬼救夫》                      | 蔡姑       |
| 1990年 | 《少爷当大兵》                    | 奶奶       |
| 1993年 | 《神經刀與飛天貓》                | 客棧老闆娘 |
| 1993年 | 《阿呆》                          | 阿呆的母親 |
| 1996年 | 《黃金島歷險記》(台譯:超級中國龍) | 宝英丹     |
| 2010年 | 《東風雨》                        | 孫經理     |

### 舞台劇
| 劇團       | 名稱                                 |
| 表演工作坊 | 《這一夜，Women說相聲》              |
| 表演工作坊 | 《陪我看電視》                       |
| 全民大劇團 | 《當岳母刺字時…媳婦是不贊成的！》    |
| 春河劇團   | 《千年婆媳夾心餅：我妻我母我丈母娘》 |

## 音樂作品

### 專輯
| 年份   | 專輯         |
| 1993年 | 《心心相印》 |

## 獎項

### 電視金鐘獎
| 年份   | 獲提名       | 獎項                                   | 結果 |
| ------ | ------------ | -------------------------------------- | ---- |
| 1986年 | 《雲的故鄉》 | 第21屆金鐘獎電視金鐘獎女演員獎         | 獲獎 |
| 1989年 | 《連環泡》   | 第24屆金鐘獎電視金鐘獎綜藝節目主持人獎 | 獲獎 |
| 2010年 | 《海派甜心》 | 第45屆金鐘獎電視金鐘獎戲劇節目女配角獎 | 入圍 |

### 其他
| 年份 | 獲提名 | 獎項                                             | 結果 |
| ---- | ------ | ------------------------------------------------ | ---- |
|      |        | 台北市演員工會第一屆表演藝術金龍獎最佳舞臺效果獎 | 獲獎 |

## 外部連結
- 方芳在互联网电影资料库（IMDb）上的資料（英文）
- 方芳在香港影庫上的簡介
- 方芳在豆瓣上的资料（简体中文）
- 方芳在时光网上的簡介（简体中文）